# キミミインコ
キミミインコ（黄耳鸚哥、Ognorhynchus icterotis）は、オウム目インコ科に分類される鳥類。本種のみでキミミインコ属を構成する。

## 分布
エクアドル北西部？、コロンビア西部

## 形態
全長42cm。上面は緑色、下面は黄緑色の羽毛で被われる。額や顔は黄色い羽毛で被われ、頬から眼後部にかけて黄色い筋模様が入る。尾羽下面の色彩は赤い。
眼の周囲には羽毛が無く、淡灰色の皮膚が露出する。虹彩はオレンジ色。嘴の色彩は黒い。後肢の色彩は灰色。

## 生態
標高1,200-3,400m（主に2,500-3,000m）にある湿潤林に生息する。食物を求めて放浪すると考えられている。昼行性で、夜間になるとアンデスロウヤシの樹上で休む。ペアか小規模な群れを形成して生活する。
食性は植物食で、果実などを食べる。
繁殖形態は卵生。密度の低い集団繁殖地（コロニー）を形成する。地表から25m以上の高さにあるアンデスロウヤシの樹洞に、1回に4個の卵を産む。

## 人間との関係
開発による生息地の破壊、食用やペット用の乱獲などにより生息数は激減している。エクアドルでの近年の確認例はない。